# Anaïs Bescond
Anaïs Bescond (Aunay-sur-Odon, 15 de mayo de 1987) es una deportista francesa que compite en biatlón.
Participó en dos Juegos Olímpicos de Invierno, obteniendo tres medallas en Pyeongchang 2018, oro en el relevo mixto y bronce en persecución y en el relevo femenino, y dos veces el quinto lugar en Sochi 2014, en las pruebas de velocidad e individual.
Ganó ocho medallas en el Campeonato Mundial de Biatlón entre los años 2011 y 2020.

## Palmarés internacional
| Juegos Olímpicos   | Juegos Olímpicos            | Juegos Olímpicos  | Juegos Olímpicos        |
| Año                | Lugar                       | Medalla           | Prueba                  |
| ------------------ | --------------------------- | ----------------- | ----------------------- |
| 2018               | Pyeongchang (Corea del Sur) | Medalla de oro    | Relevo mixto            |
| 2018               | Pyeongchang (Corea del Sur) | Medalla de bronce | Persecución             |
| 2018               | Pyeongchang (Corea del Sur) | Medalla de bronce | Relevo                  |
| Campeonato Mundial |                             |                   |                         |
| Año                | Lugar                       | Medalla           | Prueba                  |
| 2011               | Janty-Mansisk (Rusia)       | Medalla de plata  | Relevo                  |
| 2012               | Ruhpolding (Alemania)       | Medalla de plata  | Relevo                  |
| 2015               | Kontiolahti (Finlandia)     | Medalla de plata  | Relevo                  |
| 2015               | Kontiolahti (Finlandia)     | Medalla de plata  | Relevo mixto            |
| 2016               | Oslo (Noruega)              | Medalla de oro    | Relevo mixto            |
| 2016               | Oslo (Noruega)              | Medalla de plata  | Individual              |
| 2016               | Oslo (Noruega)              | Medalla de plata  | Relevo                  |
| 2020               | Anterselva (Italia)         | Medalla de bronce | Relevo mixto individual |